# Долгая (приток Кобры)
Долгая — река в России, протекает в Нагорском районе Кировской области. Устье реки находится в 161 км по правому берегу реки Кобра. Длина реки составляет 24 км.
Исток реки на Северных Увалах в лесах в 14 км к северо-востоку от посёлка Кобра (центр Кобринского сельского поселения). Река течёт на север, затем на северо-восток, перед устьем поворачивает на юго-восток. Всё течение проходит по ненаселённому, частично заболоченному лесному массиву. Впадает в Кобру в 9 км к северо-западу от посёлка Красная Речка (Кобринское сельское поселение).

## Данные водного реестра
По данным государственного водного реестра России относится к Камскому бассейновому округу, водохозяйственный участок реки — Вятка от истока до города Киров, без реки Чепца, речной подбассейн реки — Вятка. Речной бассейн реки — Кама.
Код объекта в государственном водном реестре — 10010300212111100030801.